# Belsőbárándi löszvölgy
Belsőbárándi löszvölgy este o arie protejată (arie specială de conservare — SAC, sit de importanță comunitară — SCI) din Ungaria întinsă pe o suprafață de 280,69 ha, integral pe uscat.

## Localizare
Centrul sitului Belsőbárándi löszvölgy este situat la coordonatele 47°05′51″N 18°30′52″E / 47.0975°N 18.514444°E.

## Înființare
Situl Belsőbárándi löszvölgy a fost declarat sit de importanță comunitară în mai 2004 pentru a proteja 1 specie de plante și 3 specii de animale. Situl a fost protejat și ca arie specială de conservare în februarie 2010.

## Biodiversitate
Situată în ecoregiunea panonică, aria protejată conține 4 habitate naturale: Pajiști stepice panonice pe loess, Pajiști uscate seminaturale și facies de acoperire cu tufișuri pe substraturi calcaroase (Festuco-Brometalia) (* situri importante pentru orhidee), Tufărișuri subcontinentale peripanonice, Pajiști aluvionare inundabile, de Cnidion dubii.
La baza desemnării sitului se află mai multe specii protejate:
- plante (1): târtan (Crambe tataria)
- mamifere (1): popândău (Spermophilus citellus)
- nevertebrate (1): fluturele purpuriu (Lycaena dispar)
- reptile (1): țestoasa de baltă (Emys orbicularis)

Pe lângă speciile protejate, pe teritoriul sitului au mai fost identificate 10 specii de plante, 1 specie de amfibieni.